# Сережки

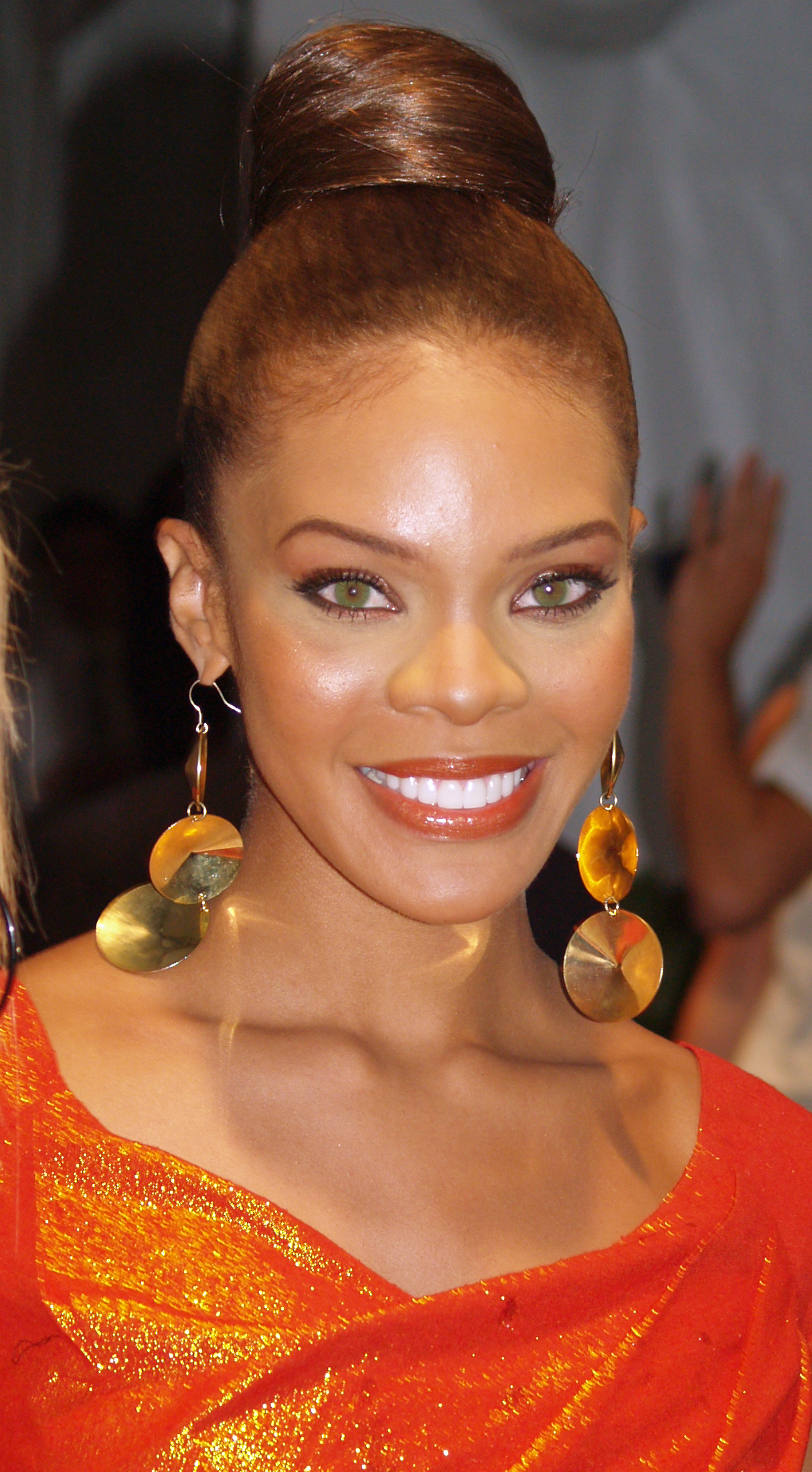
Сережки-підвіски

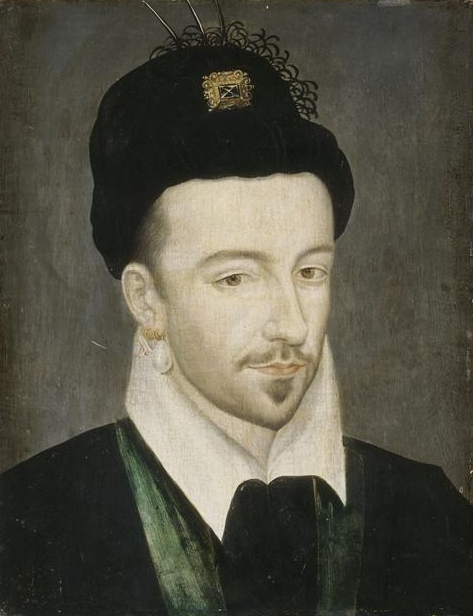
Портрет французького короля Генриха III

Сере́жки, або се́рги, діал. ковтки́, ку́льчики — прикраси, що носять у проколах, зроблених у вусі.
Поширені як серед жінок (зазвичай парні), так і серед чоловіків (здебільшого непарні).
Багато прикрас, як і сережки, з'явилися дуже давно, ще в стародавньому світі. Але жодна прикраса в світі не мала більшого значення, ніж сережки.

### Стародавній світ
Цю прикрасу спочатку носили і жінки, і чоловіки. Причому сережки позначали становище в суспільстві. Порівняйте: сережка-кільце із золота (непарна) у вусі стародавнього перса або афінянина говорила про його знатності; в Римській Імперії навпаки сережка означала приналежність до рабів.
Сережки у вухах жінок теж мали особливе значення. Воно чимось нагадує сучасність. Чим багатша була жінка, тим вишуканішими на ній були сережки. Але не скрізь цю прикрасу носили жінки. Наприклад, у древній Греції, сережки носили тільки жінки легкої поведінки.

### Середньовіччя
Час минав, змінювалися мораль і звичаї. І в Середні століття до сережок стали ставитися по-іншому. До 19 століття сережки залишалися як чоловічою, так і жіночою прикрасою. Сережки то були популярні у знатних чоловіків, то впадали в немилість. Але не все підкорялося моді.
Згадайте кільця в вухах піратів і злодіїв. Церква в 17 столітті заборонила носити сережки, адже змінювати своє тіло не можна за церковними канонами. Саме в зв'язку з цією ситуацією сережки стали носити тільки ті, хто відкрито висловлював презирство суспільству. З огляду на те, що в ті часи жінки не впливали на суспільство, вони, на відміну від законослухняних чоловіків, продовжували носити сережки.

### Українська історія сережок
В Україні історія цієї прикраси хоч і схожа на світову, але є і відмінності. Сережки також носили і жінки, і чоловіки, їх фасон розповідав про те, наскільки знатна людина. Все змінилося після 12 століття. Сережки стали носити тільки військові чоловіки. Причому носили вони жіночі сережки, які їм подарували кохані.

### Особливе призначення
Сережки могли позначати не тільки положення в суспільстві, а й багато іншого. Сережка у вусі цигана означала, що він єдиний син у сім'ї або народився після смерті брата. У козаків мало значення, в якому вусі носиться сережка: в правому — єдиний син у сім'ї, в лівому — син матері-одиночки, в обох — годувальник і спадкоємець роду. Примітно значення кількість сережок у вусі моряка і пірата. Вони означали, скільки разів моряк обігнув мис Доброї Надії і скільки кораблів захопив пірат.

### Зміна фасонів
Разом з часом змінювалися і самі сережки. Їх фасони перетворювались відповідно до поточного стилю. І сьогодні ми використовуємо те, що було придумано колись. Сучасні стилістичні рішення хоч і з'являються, але швидко зникають, і дизайнери знову шукають натхнення серед підвісок, які були так популярні в епоху Відродження.
Здавалося б, часи такого значення сережок пройшли, але ні. І сьогодні ця прикраса розповідає про його володаря. Чоловік, що носить сережки, з головою видає свою творчу натуру. А творчі жінки вибирають сережки незвичайної форми. Сережки-підвіски і сережки з яскравими каменями воліють носити жінки-лідери, а невеликі за розміром і неяскраві за фактурою — ніжні і чутливі жінки.
Так, часи змінюються, змінюються і звичаї, але прикраси досі залишилися і навряд чи зникнуть.

## Етимологія
Слова серга, сережка вважають запозиченнями з російської мови, де їхнє походження пояснюють по різному: або від д.-рус. усерѧзь («вушна прикраса») < прасл. *userędzь < гот. *ausihriggs, *ausahriggs («вушне кільце»), або як тюркізм (пор. дав.-чув. *śürüɣ — «кільце», каз. сырға).
Щодо діалектних найменувань, назва кульчики походить з пол. kulczyk (контамінація kolczyk і kulka), а слово ковтки зводиться до прасл. *kъltati — «ворушити, хитати; штовхати» (пор. колти).

## Історія
В «Історії» Льва Диякона є опис зустрічі князя Святослава Ігоревича із візантійським імператором Іоанном I Цимісхієм, де згадується, що Святослав носив сергу, прикрашену трьома дорогоцінними каменями.

### У козаків
Сережка в лівому вусі у козака означала, що він один син у матері, сережка в правому — останній чоловік у роду.

### Сьогодні

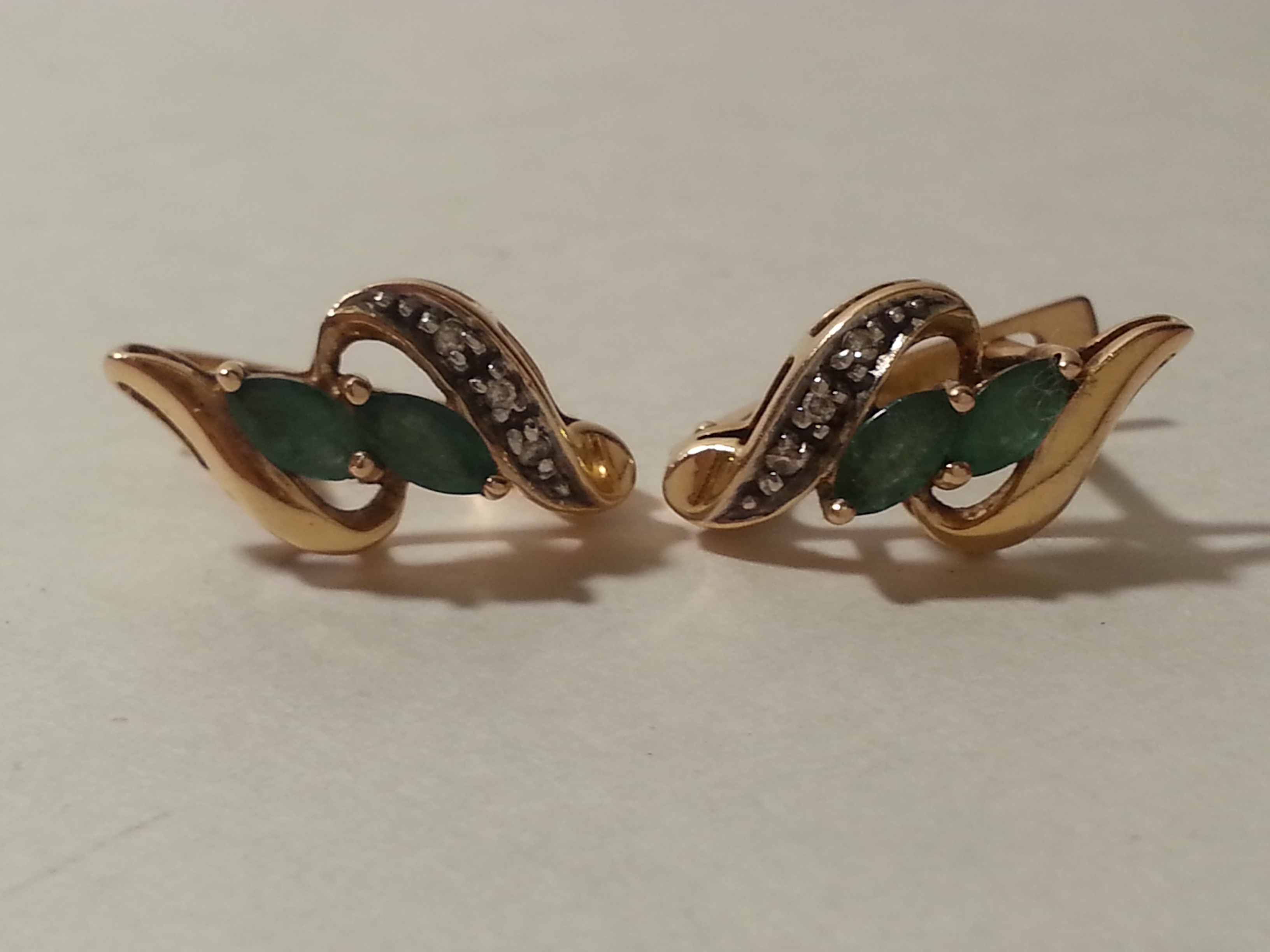
Зі смарагдами

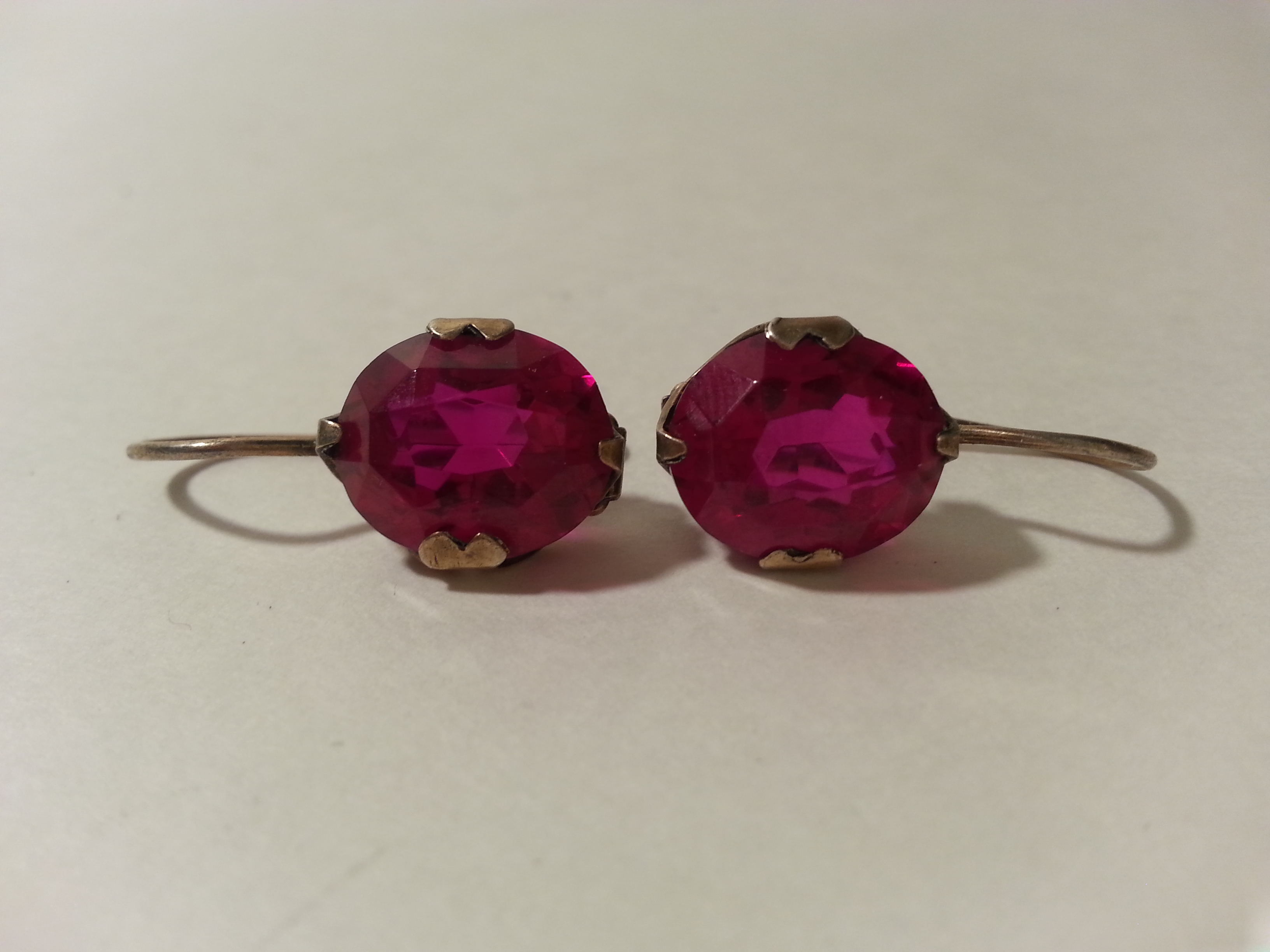
З рубінами

- Пусети (вони ж «цвяшки») — мініатюрні сережки, які кріпляться до мочки вуха за допомогою штифта («цвяха»), що утримується затиском.
- Моно-сережки — одиночна або непарна прикраса, яку надягають на одне вухо.
- Сережки-люстри — вечірні, об'ємні сережки.
- Тунелі
- Конго — сережки круглої форми.
- Сережки для пірсингу тощо.
- Кафи — сережки, розташовані на різних частинах вуха; можуть вимагати проколу або кріпиться як кліпси.

Сучасні тенденції не роблять різниці за статевою ознакою, дозволяючи носити сережки як жінкам, так і чоловікам. Також не втрачають своїх позицій у світі моди й золоті сережки з благородним камінням: сережки з цитрином, сережки з хризолітом, сережки з діамантами.
На сьогодні альтернативою сережок є прикраси, які не потребують проколів, такі як Кліпси і Кафи.